# У Сюэцянь
У Сюэцянь (кит. упр. 吴学谦; 19 декабря 1921, Шанхай — 4 апреля 2008, Пекин) — китайский государственный и партийный деятель, член Политбюро ЦК КПК (1985—1992), министр иностранных дел КНР (1982—1988), член Госсовета КНР (1983-88) и вице-премьер Госсовета КНР (1988—1993).
Член КПК с 1939 года, член ЦК КПК с 12 созыва, с 1985 года член Политбюро ЦК КПК 12-го созыва, член Политбюро ЦК КПК 13-го созыва (1987—1992). Депутат ВСНП 3 созыва от пров. Аньхой (1964). Член НПКСК 5 созыва (1978).
Его достижением называют договорённость с британцами вернуть Гонконг в 1997 году.

## Биография
Перед образованием КНР в 1949 году участвовал в студенческом коммунистическом подполье, возглавлял его в Шанхае после 1944 года.
- В 1949—1958 годах — заместитель заведующего, заведующий международным отделом Центрального комитета Молодёжной лиги, переименованной в Лигу коммунистической молодёжи Китая (ЛКМК).
- В 1958—1978 годах — директор Департамента,
- В 1978—1982 годах — заместитель заведующего международным отделом ЦК КПК.
- С 1982 года — первый заместитель, в 1982—1988 годах министр иностранных дел КНР, член Госсовета КНР (1983-88).
- В 1988—1993 годах — заместитель премьера Госсовета КНР, председатель Госкомитета по туризму.
- В 1993—1998 годах — заместитель председателя Всекитайского комитета Народного политического консультативного совета Китая (ВК НПКСК) восьмого созыва.

С 1998 года на пенсии.
Был женат на Bi Ling.
Умер 4 апреля 2008 года.